# Altbüron
Altbüron är en ort och kommun i distriktet Willisau i kantonen Luzern, Schweiz. Kommunen har 1 032 invånare (2023).